# سیلکبورگ
سیلکبورگ (به لاتین: Silkeborg) یک شهر در دانمارک است که در Silkeborg Municipality واقع شده‌است. سیلکبورگ ۸۶۴٫۸۹ کیلومتر مربع مساحت و ۴۶٬۱۷۹ نفر جمعیت دارد و ۳۱ متر بالاتر از سطح دریا واقع شده‌است.

## خواهرخوانده
شهرهای کایزرسلاوترن و بخش کالمار خواهرخوانده‌های سیلکبورگ هستند.